# Francisco Araña Santana
Francisco José Araña Santana (Las Palmas de Gran Canaria, 27 de febrero de 1972) es un árbitro español de baloncesto de la liga ACB. Pertenece al Comité de Árbitros de Las Palmas.

## Trayectoria
Empezó a arbitrar en 1988 en la Escuela de Árbitros de Las Palmas. En 1996 ascendió a la categoría Liga EBA y en octubre del 2000 debutó en la Liga ACB. Obtuvo la licencia FIBA en el año 2007.

## Temporadas
| Categoría        | País   | Año               |
| ---------------- | ------ | ----------------- |
| Categorías bases | España | 1988 - 1996       |
| Liga EBA         | España | 1996 - 2000       |
| Liga ACB         | España | 2000 - Actualidad |